# Otto Grotewohl
Otto Grotewohl (ur. 11 marca 1894 w Brunszwiku, zm. 21 września 1964 w Berlinie wschodnim) – wschodnioniemiecki polityk. W 1912 wstąpił do SPD. Od 1923 minister spraw wewnętrznych, a potem oświaty i sprawiedliwości w rządzie krajowym Brunszwiku. Od 1925 deputowany do Reichstagu. Po dojściu do władzy hitlerowców kilkakrotnie więziony. Przywódca SPD w radzieckiej strefie okupacyjnej po II wojnie światowej, w 1946 doprowadził do połączenia swojej partii z Komunistyczną Partią Niemiec w jedną Socjalistyczną Partię Jedności Niemiec (SED).
Był pierwszym premierem NRD, sprawował urząd od 1949 do śmierci w 1964.
W 1950 jako premier NRD uznał granicę z Polską na Odrze i Nysie Łużyckiej (zob. układ zgorzelecki).
Z racji sprawowanych funkcji był „skoszarowany” w partyjno-rządowym osiedlu kierownictwa NRD – Osiedlu Leśnym pod Bernau.
Odznaczony m.in. Orderem Karla Marksa, Orderem Zasługi dla Ojczyzny, Orderem Lenina (1964), Orderem Odrodzenia Polski I klasy (1955).